# 古浪三角城遗址
古浪三角城遗址，位于中国甘肃省古浪县，为一个省级文物保护单位，类型为古遗址。
古浪三角城遗址的历史年代为汉至唐。